# Boophis tephraeomystax
Boophis tephraeomystax is een kikker uit de familie gouden kikkers (Mantellidae). De soort werd voor het eerst wetenschappelijk beschreven door André Marie Constant Duméril in 1853. De soort behoort tot het geslacht Boophis.

## Leefgebied
De kikker is endemisch in Madagaskar. De soort komt voor in het noorden en oosten van het eiland en leeft op een hoogte tot de 900 meter boven zeeniveau.

## Beschrijving
Mannetjes hebben een lengte van 35 tot 42 millimeter en vrouwtjes zijn 41 tot 50 millimeter in lengte. De rug is beige met meestal twee gele strepen en heldere gele vlekken op de flanken. Soms zijn er bruine vlekken die uitzonderlijk groot kunnen zijn. Op de poten zitten donkerbruine strepen. De buik is crèmekleurig. De huid is korrelig bij mannen en glad bij vrouwen.
Er zijn verschillende variaties waargenomen waardoor het mogelijk is dat er nog ondersoorten zijn.

## Synoniemen
- Boophis difficilis Boettger, 1892
- Boophis crossleyi (Peters, 1874)
- Boophis difficilis (Boettger, 1892)
- Polypedates dispar var. leucopleura Boettger, 1881
- Polypedates crossleyi Peters, 1874
- Polypedates dispar Boettger, 1878
- Polypedates tephraeomystax Duméril, 1853
- Rhacophorus crossleyi (Peters, 1874)
- Rhacophorus dispar (Boettger, 1878)
- Rhacophorus hildebrandti Ahl, 1925
- Rhacophorus tephraeomystax (Duméril, 1853)